# Moreni
Moreni (rumænsk udtale; [moˈrenʲ]) er en kommune i distriktet  Dâmbovița i Muntenien, Rumænien, med et indbyggertal på 15.472 (2021). Byen ligger i den østlige del af distriktet, på grænsen til Prahova. Den ligger 22 km  øst for distriktets hovedsæde, Târgoviște, og omkring 100 km nordvest for Bukarest. 
I 1861 blev Moreni det første sted i Rumænien (og det tredje i verden), hvor der blev udvundet olie.
For nylig  de lokale myndigheder en industripark for at fremme investeringer i området.